# Terrell Myers
Terrell Myers (* 28. August 1974 in New Haven, Connecticut) ist ein ehemaliger US-amerikanisch-britischer Basketballspieler. Nach dem Studium in seinem Geburtsland spielte Myers als Profi in der British Basketball League (BBL), wo er mit den Sheffield Sharks die reguläre Saison 1998/99 und zweimal den Pokalwettbewerb „National Cup“ gewann. Dabei wurde er 1999 als „Most Valuable Player“ (MVP) der BBL ausgezeichnet. Nachdem Myers die britische Staatsbürgerschaft erworben hatte, spielte er nach sechs Jahren in der BBL noch vier Jahre in Spanien.

## Karriere
Myers ging aus seiner Heimat in Connecticut zum Studium an die Saint Joseph’s University in Philadelphia, wo er von 1993 an vier Jahre lang für die Hochschulmannschaft Hawks in der Atlantic 10 Conference (A-10) der NCAA spielte. In seiner abschließenden Collegespielzeit 1997 als Senior konnten die Hawks das Meisterschaftsturnier der A-10 gewinnen und damit die Meisterschaftsserie der Minutemen der University of Massachusetts beenden, die fünfmal hintereinander das Turnier gewonnen hatten, davon viermal im Finale gegen den „Philadelphia Big 5“-Rivalen Temple Owls. Im Finale der Conference-Meisterschaft besiegte man 1997 die Rams der University of Rhode Island, bei denen unter anderem der deutsche Nachwuchsspieler David Arigbabu im Kader stand. In der landesweiten NCAA-Endrunde erreichten die Hawks die Achtelfinalrunde Sweet Sixteen, in der man gegen den späteren Finalisten Wildcats ausschied, jedoch nicht die Wildcats des Erzrivalen Villanova University, sondern die der University of Kentucky. Myers stand etwas im Schatten seines ein Jahr jüngeren Mannschaftskameraden Rashid Bey und konnte sich nicht für die NBA-Draft empfehlen.
Nach dem Ende seines Studiums startete Myers eine Profikarriere in der British Basketball League (BBL), wo er mit den Sharks aus Sheffield 1998 den Ligapokal BBL Trophy gewinnen konnte. Im folgenden Jahr konnte man diesen Titel nicht verteidigen, gewann aber den Pokalwettbewerb „National Cup“. In der Meisterschaft gewann man die reguläre Saison, in der Myers zum MVP der BBL ernannt wurde, schied aber in den Play-offs im Halbfinale gegen den späteren Titelgewinner London Towers aus. In der Saison 1999/2000 verteidigte man den Pokaltitel im Finale gegen die Manchester Giants, schied aber in der ersten Play-off-Runde der Meisterschaft aus. Ein Jahr später gewann man die „Northern Conference“ der in regionale Gruppen geteilten BBL, verlor aber das Finale der Play-offs gegen die Leicester Riders. Für die Saison 2001/02 wechselte Myers zu den Towers aus London, die auch international vertreten waren. Im europäischen Vereinswettbewerb EuroLeague 2001/02, der nun endgültig die Wettbewerbe der FIBA Europa als höchsten europäischen Vereinswettbewerb abgelöst hatte, verlor man jedoch alle 14 Vorrundenspiele oftmals recht deutlich. Nach dem Gewinn der „Southern Conference“ der BBL verloren die Towers im Halbfinale der Play-offs gegen Myers’ ehemaligen Verein Sheffield Sharks. Das Finale der BBL Trophy 2002/03 verlor man im folgenden Jahr mit zwei Punkten Unterschied gegen Titelverteidiger Chester Jets und als Siebter der regulären Saison mit einer negativen Saisonbilanz schied man auch gleich in der ersten Play-off-Runde aus.
Myers nutzte seine britische Staatsbürgerschaft, um nach 2003 auch in lukrativeren südeuropäischen Ligen zu spielen. Für die Saison 2003/04 bekam er einen Vertrag bei Casademont aus Girona in der spanischen Liga ACB. Myers hatte einen guten Start in der Liga ACB, als er als effektivster Spieler des sechsten Spieltags zum Spieler der Woche ernannt wurde. Girona verpasste jedoch auf dem 13. Platz der Abschlusstabelle am Ende der Saison den Einzug in die Play-offs um die Meisterschaft um einen Sieg. In der folgenden Saison erreichte man gar nur den drittletzten Tabellenplatz am Ende der Spielzeit. Mit neuem Namenssponsor Akasvayu gelang jedoch in der Saison 2005/06 der Sprung unter die besten acht Mannschaften. Als Siebter der Hauptrunde schied man in der ersten Play-off-Runde gegen Vizemeister TAU Cerámica aus. Für die Spielzeit 2006/07 bekam Myers dann einen Vertrag beim Erstliga-Aufsteiger Polaris World aus Murcia, wo er unter anderem mit dem slowakischen Nationalspieler und späterem mehrfachen deutschen Meister Anton Gavel zusammenspielte. Dieser schaffte auf dem 14. Tabellenplatz den Klassenerhalt am Ende der Saison. Myers beendete seine professionelle Karriere und wurde später Trainer der Basketballmannschaft der St. Andrew’s High School in Middletown (Delaware).